# Morena Hummel

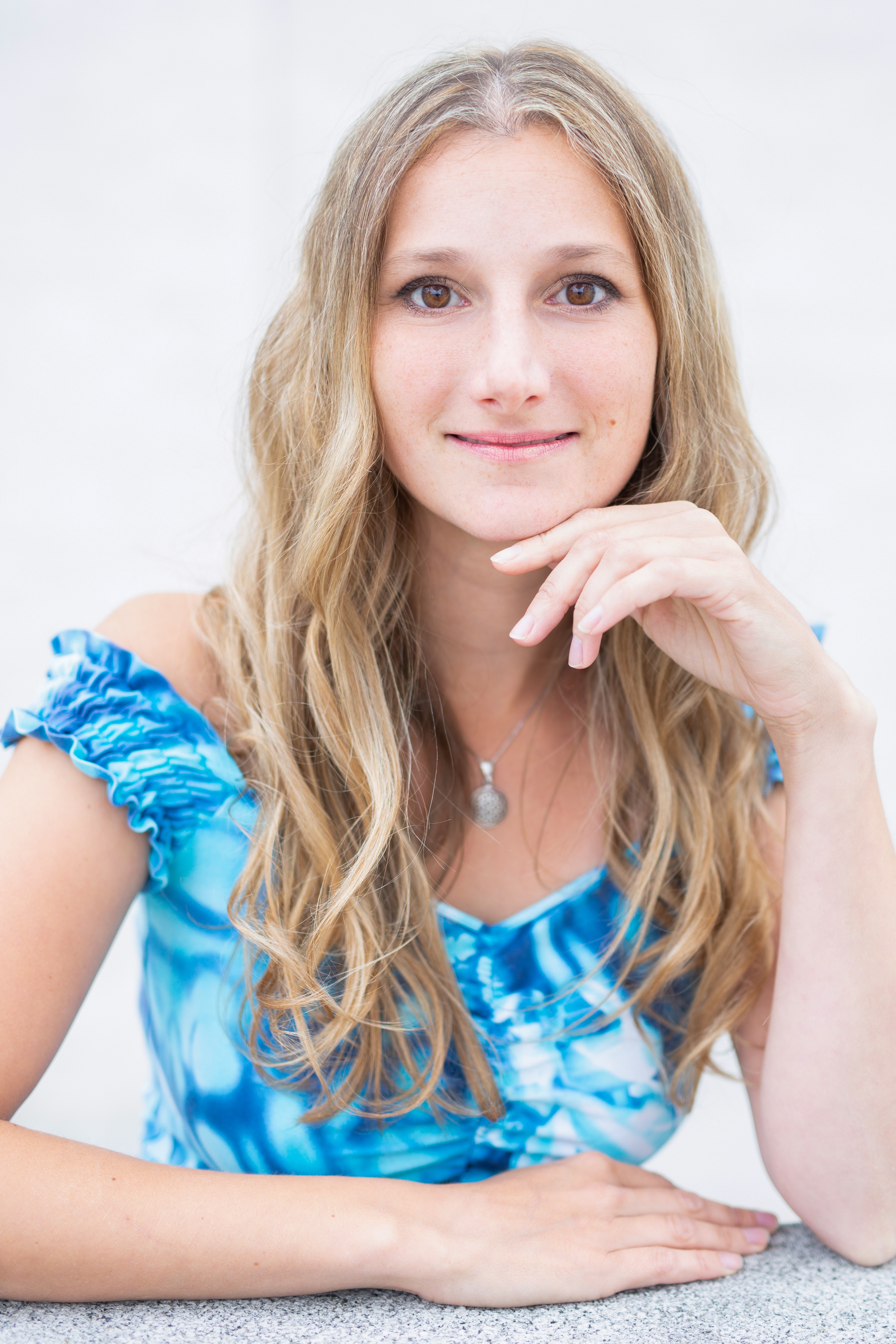
Morena Hummel (2019)

Morena Hummel (* 1987 in Bergisch Gladbach) ist eine deutsche Schauspielerin.

## Leben
Morena Hummel stand als Jugendliche am Jugendtheater des Theaters der Stadt Aalen auf der Bühne. Nach ihrem Abitur 2007 absolvierte sie ihre Schauspielausbildung an der Internationalen Schauspielakademie in Stuttgart mit Abschluss im Jahr 2010. Währenddessen wirkte sie in Kurzfilmen und Theaterstücken mit. Anschließend folgten Aufbaustudien an der Royal Academy of Dramatic Art in London, der New York Film Academy und am Lee Strasberg Theatre and Film Institute in New York. Theaterengagements führten sie nach Cardiff, wo sie unter anderem in Theaterstücken wie Play it again Sam von Woody Allan am Everyman Theatre Cardiff und Einer flog über das Kuckucksnest an der Rogue Theatre Company zu sehen war. Weitere Theaterengagements folgten in München am Kleinen Münchner Theater, am Theater Südsehen und am Hofspielhaus. Ihr Westend-Debüt in London hatte Morena Hummel 2016 in der Show „You Me Bum Bum Train“ unter der Regie von Kate Bond und Morgan Lloyd.
Hummel wirkte außerdem in Film- und Fernsehproduktionen mit, unter anderem in Heiter bis tödlich: Fuchs und Gans, SOKO 5113, Die Rosenheim-Cops und Lena Lorenz.

## Filmografie (Auswahl)
- 2009: Nicht Lustig, Kurzspielfilm, R: Gerd Schneider
- 2010: Realm within, Kurzspielfilm, R: Sandra Brose
- 2010: Carl & Bertha,
- 2011: Heiter bis tödlich: Fuchs und Gans, Folge: Zwölf Uhr mittags
- 2012: Was für’n Theater (Wettbewerbsbeitrag 99 Fire Film Festival, Kurzspielfilm, R: Maximilian Höhnle)
- 2012: Die Rosenheim-Cops (mehrere Folgen)
- 2012: SOKO München, Folge: Eine brasilianische Affäre
- 2013: Zwischen-Stopp (aka Autobahnweltall), Kurzspielfilm, R: Philip Hauser
- 2013: Der unberührte Garten, Kurzspielfilm
- 2014, 2015: Aktenzeichen XY
- 2016: Liv, Kurzspielfilm, R: Anna Rollot
- 2016: Breathe Easy, Spielfilm, R: Karl Stefan Röser
- 2017: Die Rosenheim-Cops (mehrere Folgen)
- 2017: Die Rosenheim-Cops – Der Schein trügt (Winterspecial)
- seit 2021: Lena Lorenz, (12 Folgen)